# Seetalhütte
Die Seetalhütte ist eine Berghütte der Sektion Prättigau des Schweizer Alpen-Clubs (SAC) im Kanton Graubünden in der Schweiz. Sie liegt östlich von Klosters auf 2065 m ü. M. in einem Seitental der Silvrettagruppe. 

## Geschichte
Per 1. Mai 2012 hat die SAC-Sektion Prättigau die Hütte von der Sektion St. Gallen übernommen. Bis Ende 2011 wurde die Hütte vom Appenzeller Max Zangerl, auch als Seetal-Max bekannt, während 50 Dienstjahren bewirtet. Er gilt damit als dienstältester Hüttenwart des SAC. Ab 2012 wird die Hütte als Selbstversorgerhütte betrieben. Aktuell werden Projekte über den weiteren Betrieb ausgearbeitet.
Die kleinste bewartete Hütte des SAC erinnert mit ihrer einfachen Ausstattung, an die Pionierzeit des Hüttenwesens. Sie wurde 1941 während des Zweiten Weltkriegs als Militärunterkunft erstellt und ist, unter einem Felsvorsprung versteckt, hart an den Fels gebaut. Küche, Essraum und Matratzenlager sind im selben Raum untergebracht. Die Seetalhütte befindet sich 2 km von der österreichischen Grenze entfernt auf Schweizer Boden.
Erreichbar ist sie von der Schweizer Seite ab Klosters-Monbiel – bis Alp Sardasca auf dem gleichen Hüttenweg wie die Silvrettahütte – in 3 Stunden; von Österreich ab Vermuntsee (Silvretta-Hochalpenstraße) – Saarbrücker Hütte – Seelücke – Seetalhütte (ohne Gletscher) in 5 Stunden.
Sie bietet 12 Schlafplätze und ist von Ende Juni bis Ende Oktober / Anfang November geöffnet. Vom Einschneien bis zur Schneeschmelze ist sie geschlossen, sie hat keinen Winterraum. Die Hütte eignet sich als Ausgangspunkt für Rundwanderungen von 2½ bis 5 Stunden und zahlreiche Klettertouren mit Überschreitungen sowie als Etappenort für vielfältige Wanderungen mit Übergängen (hier Furggen genannt) von 4 bis 6 Stunden.

## Zustieg
- Klosters in 4,0 Stunden

## Nachbarhütten
- Silvrettahütte 4 Stunden
- Fergenhütte 5 Stunden
- Saarbrücknerhütte 3 Stunden
- Tübingerhütte 3,5 Stunden

## Karten
- Alpenvereinskarte 26 Silvrettagruppe (1:25.000)